# Setge de Messina (1300)
El Setge de Messina de 1300 fou una de les batalles de la Guerra de Sicília

## Antecedents
Jaume el Just hagué d'assumir la Pau d'Anagni sota els auspicis del Papa Bonifaci VIII, pel que a canvi de posseir les illes de Sardenya i Còrsega, hauria de cedir Sicília a l'Església qui, al seu torn, donaria el control als Anjou el 1295. Els sicilians rebutjaren tornar al control dels francesos i l'11 de desembre del mateix any el Parlament sicilià, reunit al Castell d'Ursino de Catània proclamà rei a Frederic II de Sicília i fou coronat rei pels nobles a Palerm en 1296.
El seu rebuig a les pretensions del Papa provocà el desembament sicilià a Calàbria, des d'on posà en setge diferents viles, incità a la revolta en el Regne de Nàpols, negocià amb el Partit Gibelí de Toscana i Llombardia, i assessorà a la Casa de Colonna contra el Papa Bonifaci. Mentrestant Carles I de Valois va envair Sicília, i Jaume el Just, que rebé diferents favors de la Santa Seu, feu casar la seua germana Violant d'Aragó amb Robert I de Nàpols, el tercer fill de Carles II d'Anjou.
Els dignataris catalans de Sicília es posaren al costat de Frederic II de Sicília, que fou investit pel Parlament Sicilià l'onze de desembre de 1295 i coronat Rei el 25 de maig de 1296, iniciant una ofensiva a Calàbria. Durant la batalla de Catanzaro, abans de prendre-la feu donació d'ella i de tot el comtat a Guillem Galceran de Cartellà, fet que va provocar un enfrontament entre el rei i Roger de Llúria. Frederic s'apoderà dels seus castells i al tractar Roger de reconquerir-los, topà amb Guillem Galceran de Cartellà i els seus almogàvers i quedant molt malferit es va retirar.
Jaume el Just volia complir la seva part de la Pau d'Anagni i va enviar a Joan de Procida i Roger de Llúria, derrotant a Frederic II de Sicília a la batalla del cap Orlando, mentre els fills de Carles, Robert I de Nàpols i Felip de Nàpols desembarcaven a Sicília prenent Catània. Felip va assetjar Trapani però fou vençut i capturat per Frederic a la batalla de Falconara, i Gualter V de Brienne a la batalla de Gagliano.

## El setge
Amb Robert I de Nàpols assetjant Messina, Frederic II de Sicília va enviar a Guillem Galceran de Cartellà i Blasco d'Alagó el vell amb un exèrcit de socors. Els seus habitants es morien de fam i acudiren a Sant Albert de Sicília demanant-li que intercedís per ells davant de Déu perquè els ajudés a resistir el setge. Així ho va fer Albert en la celebració d'una missa i als pocs moments tres galeres plenes de provisions trencaren el bloqueig, i Robert de Nàpols va aixecar el setge.